# Harry Northup
Harry Northup (Amarillo, 2 settembre 1940) è un attore e poeta statunitense.
Dopo un primo matrimonio fallito da cui ha avuto il figlio Dylan, si è risposato nel 1990 con l'autrice Holly Prado di cui è rimasto vedovo nel 2019.

## Filmografia

### Cinema
- Chi sta bussando alla mia porta (Who's That Knocking at My Door), regia di Martin Scorsese (1967)
- America 1929 - Sterminateli senza pietà (Boxcar Bertha), regia di Martin Scorsese (1972)
- Mean Streets - Domenica in chiesa, lunedì all'inferno (Mean Streets), regia di Martin Scorsese (1973)
- The All-American Boy, regia di Charles Eastman (1973)
- Alice non abita più qui (Alice Doesn't Live Here Anymore), regia di Martin Scorsese (1974)
- Crazy Mama, regia di Jonathan Demme (1974)
- Fighting Mad, regia di Jonathan Demme (1976)
- Taxi Driver, regia di Martin Scorsese (1976)
- New York, New York, regia di Martin Scorsese (1977)
- Citizens Band, regia di Jonathan Demme (1977)
- Which Way Is Up?, regia di Michael Schultz (1977)
- Tuta blu (Blue Collar), regia di Paul Schrader (1978)
- Giovani guerrieri (Over the Edge), regia di Jonathan Kaplan (1979)
- Tom Horn, regia di William Wiard (1980)
- La fantastica sfida (Used Cars), regia di Robert Zemeckis (1980)
- Dragster: vivere a 300 all'ora (Heart Like a Wheel), regia di Jonathan Kaplan (1983)
- Nickel Mountain, regia di Drew Denbaum (1984)
- Fuga dal futuro - Danger Zone (Project X), regia di Jonathan Kaplan (1987)
- Kansas, regia di David Stevens (1988)
- Il silenzio degli innocenti (The Silence of the Lambs), regia di Jonathan Demme (1991)
- Abuso di potere (Unlawful Entry), regia di Jonathan Kaplan (1992)
- Eroe per caso (Hero), regia di Stephen Frears (1992)
- Philadelphia, regia di Jonathan Demme (1993)
- Bad Girls, regia di Jonathan Kaplan (regista) (1994)
- Beloved - L'ombra del passato (Beloved), regia di Jonathan Demme (1998)
- Bangkok, senza ritorno (Brokedown Palace), regia di Jonathan Kaplan (1999)
- The Manchurian Candidate, regia di Jonathan Demme (2004)
- The Last One, regia di Frank Hannah – cortometraggio (2012)

### Televisione
- Due onesti fuorilegge (Alias Smith and Jones) – serie TV, 1 episodio (1971)
- Maneaters Are Loose!, regia di Timothy Galfas – film TV (1978)
- Charlie's Angels – serie TV, 1 episodio (1979)
- Il giorno del grande crollo (The Day the Bubble Burst), regia di Joseph Hardy – film TV (1982)
- Il mistero di Jillian (King's Crossing) - serie TV, 1 episodio (1982)
- Nord e sud II (North and South, Book II) - miniserie TV, 1 episodio (1986)
- Il mostro (The Deliberate Stranger) – miniserie TV (1986)
- Reform School Girl, regia di Jonathan Kaplan – film TV (1994)
- A sangue freddo (In Cold Blood) – miniserie TV, 2 episodi (1996)
- Four Corners – serie TV, 1 episodio (1998)
- E.R. - Medici in prima linea (ER) – serie TV, 1 episodio (2001)
- The Court – serie TV, 4 episodi (2002)

## Poesie scritte
- Amarillo Born, 1966
- The Jon Vight Poems, 1973
- Eros Ash, 1976
- Enough The Great Running Chapel, 1982
- The Images We Posses Kill The Capturing, 1988
- The Ragged Vertical, 1996
- Reunions, 1996
- Greatest Hits, 2002
- Red Snow Fence, 2006
- Where Bodies Again Recline, 2011

## Premi
Il 15 novembre 2006 gli è stato conferito un Certificato di Riconoscimento dalla città di Los Angeles.